# Allison Roe

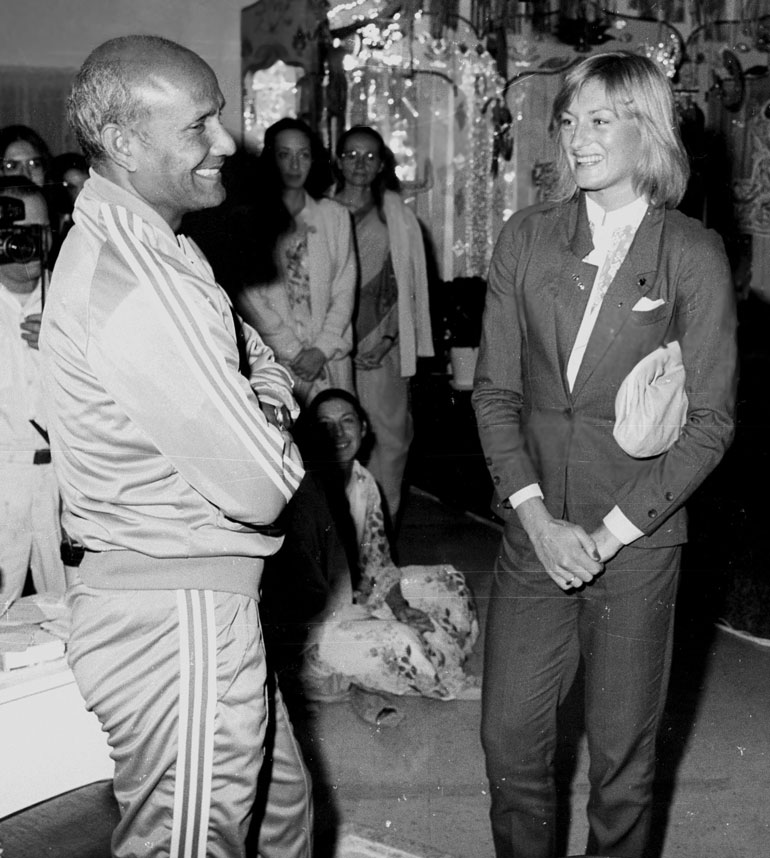
Allison Roe, 1980

Allison Roe (geb. Deed; * 30. Mai 1956) ist eine ehemalige neuseeländische Marathonläuferin.
1974 wurde sie nationale Meisterin im Crosslauf. Bei den Crosslauf-Weltmeisterschaften 1975 in Rabat kam sie auf den 29. Platz und gewann mit der neuseeländischen Mannschaft Silber.
1980 wurde sie bei ihrer Premiere über die 42,195 km Zweite beim Auckland-Marathon in 2:51:45 h. Im Herbst verbessere sie sich als Dritte beim Nike-OTC Marathon auf 2:34:29 h und wurde Vierte beim Tokyo International Women’s Marathon.
Es folgte ihr erfolgreichstes Jahr. Beim Boston-Marathon verbesserte sie den Streckenrekord um fast acht Minuten auf 2:26:46 h und stellte einen nationalen Rekord auf, der erst 2010 von Kimberley Smith unterboten wurde. Im Sommer siegte sie beim Peachtree Road Race, und im Herbst gewann sie den New-York-City-Marathon in 2:25:29 h und blieb damit unter der vermeintlichen Weltbestzeit, die Grete Waitz ein Jahr zuvor an selber Stelle mit 2:25:42 h aufgestellt hatte. Eine Streckennachmessung ergab allerdings, dass der Kurs um 150 m zu kurz war.
Nach einem Treppensturz gelang es ihr nicht mehr, zu ihrer Topform zurückzufinden. Sie siegte jedoch 1982 beim Seoul International Marathon und wurde 1984 Siebte beim Osaka Women’s Marathon; außerdem errang sie nationale Titel im Radsport und im Triathlon.
Nach ihrer aktiven Karriere wurde sie TV-Sportkommentatorin und gründete ihre eigene Fernsehproduktionsfirma. Mit ihrem ehemaligen Ehemann Richard Roe hat sie zwei Kinder. In zweiter Ehe ist sie mit Allan Barwick verheiratet.
2002 wurde sie mit dem Abebe Bikila Award ausgezeichnet, 2010 in die New Zealand Sports Hall of Fame aufgenommen. Mit dem Allison Roe Trust fördert sie Projekte zur Gesundheitsprävention.